# Kościół św. Małgorzaty w Płowężu
Kościół świętej Małgorzaty w Płowężu – rzymskokatolicki kościół parafialny należący do parafii pod tym samym wezwaniem (dekanat Jabłonowo Pomorskie diecezji toruńskiej).

## Historia i architektura
Jest to murowana świątynia wzniesiona pod koniec XIII wieku. Zapewne od początku kościół nosił wezwanie świętej Małgorzaty. W 1649 roku budowla spłonęła. Gruntownie została przebudowana w latach 1817–1820, po czym ponownie została konsekrowana. Do zabytków znajdujących się w kościele należą m.in.: barokowy ołtarz główny z 1673 roku pochodzący z kościoła bernardynów w Lubawie, dwa rokokowe ołtarze boczne w formie obelisków, krucyfiks na belce tęczowej wykonany około połowy XVI wieku, organy umieszczone w neogotyckiej oprawie, zbudowane przez Juliusa Witta z Gdańska w 1896 roku.

## Galeria

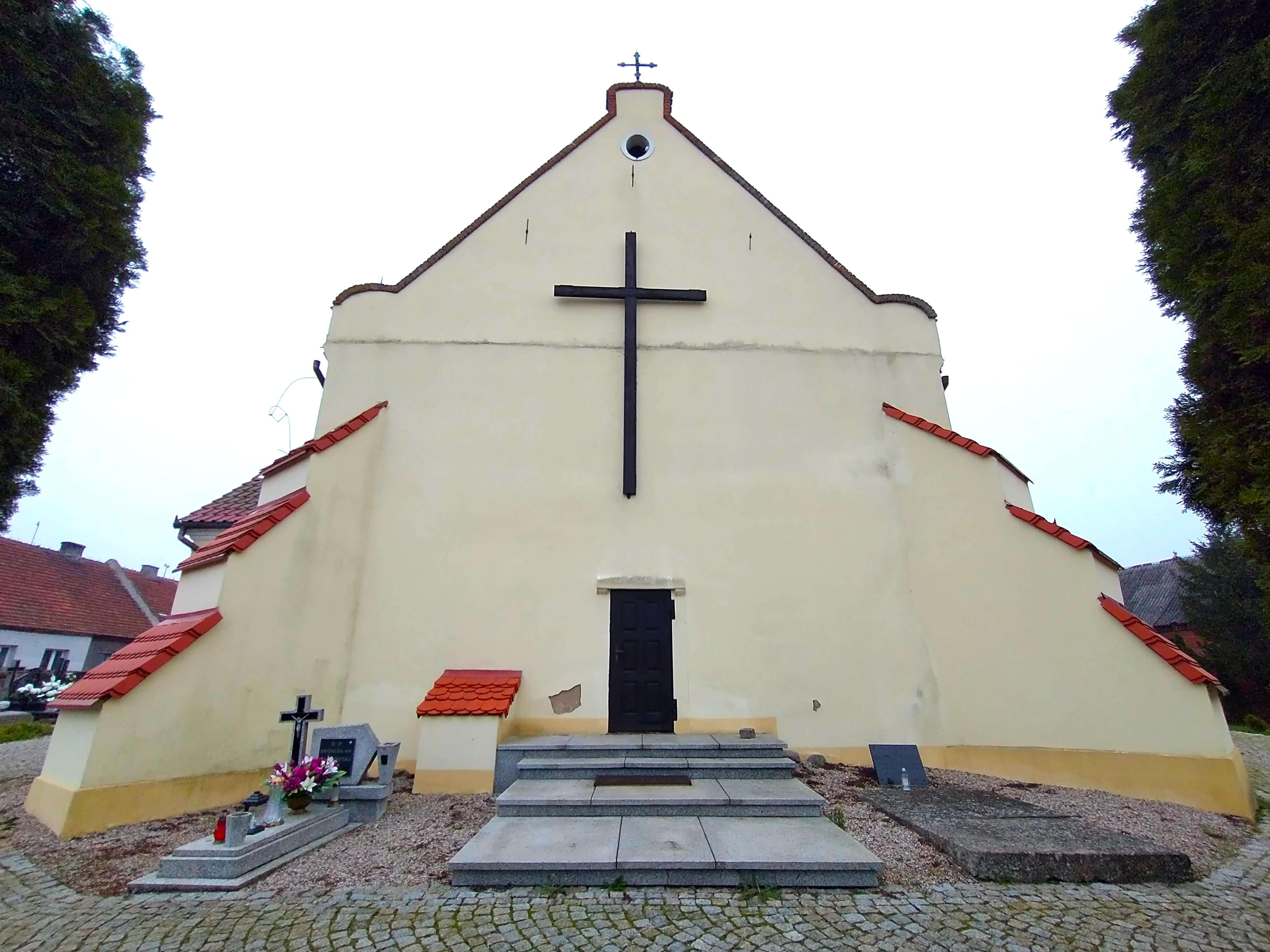
Widok od prezbiterium
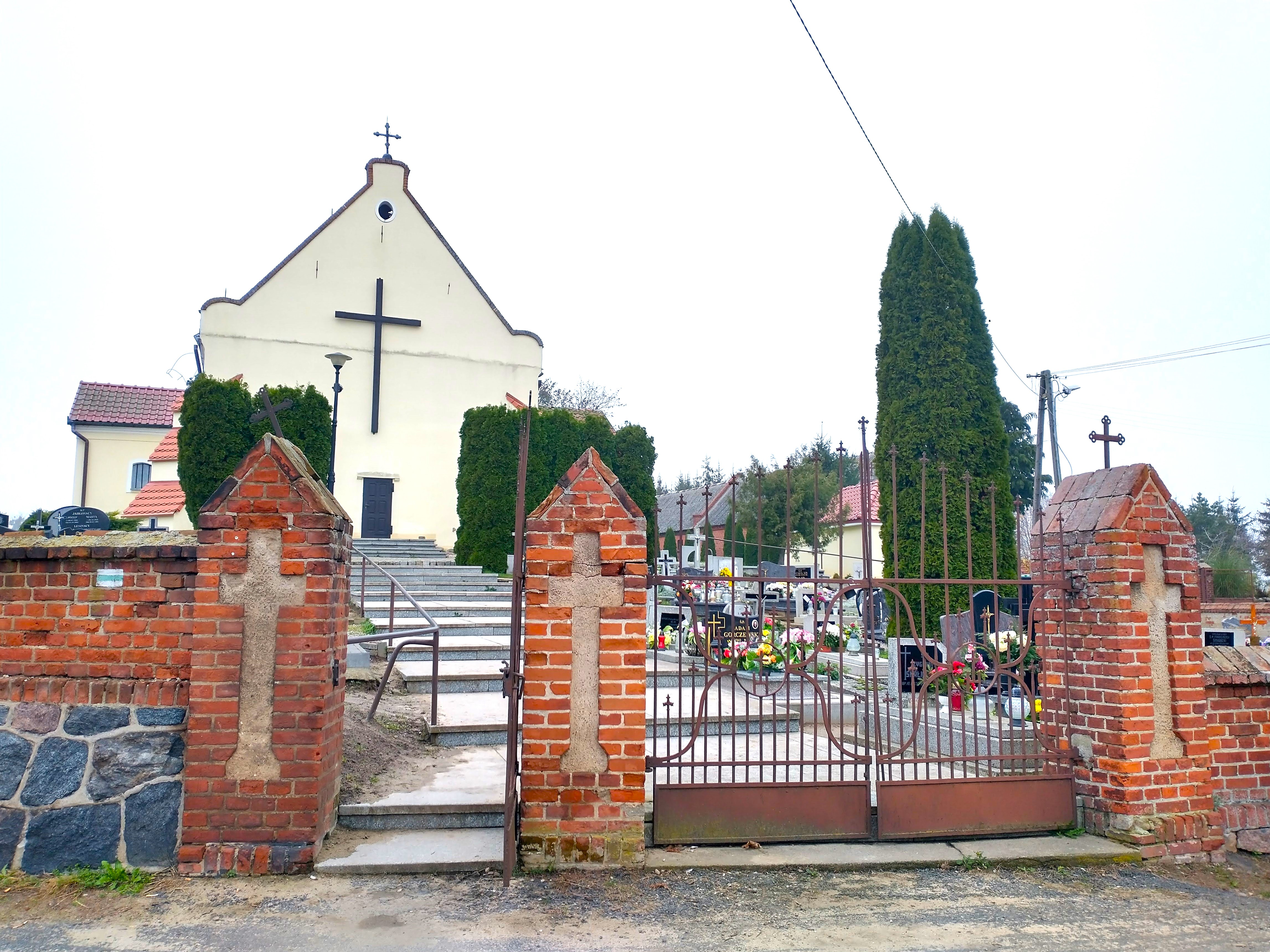
Brama i cmentarz